# Бојањи Врх
Бојањи Врх (словен. Bojanji Vrh) је насељено место у општини Иванчна Горица, Средњесловенска регија, Словенија.

## Историја
До територијалне реорганизације у Словенији био је у саставу старе општине Гросупље.

## Становништво
У попису становништва из 2011. године, Бојањи Врх је имао 70 становника.
| Број становника према пописима | Број становника према пописима | Број становника према пописима |
| ------------------------------ | ------------------------------ | ------------------------------ |
| 1991                           | 2002                           | 2011                           |
| 48                             | 51                             | 70                             |